# Ризокарпон географический
Ризокарпон географический (лат. Rhizocarpon geographicum) — накипный литофильный лишайник семейства Rhizocarpaceae, вид рода Ризокарпон (Rhizocarpon).

## Синонимы[1]
- Abacina atrovirens (L.) Norman, 1852
- Lichen atrovirens L., 1753 [как atro-virens]
- Lichen geographicus L., 1753basionym
- Verrucaria atrovirens (L.) Hoffm., 1790 [как atro-virens]
- Verrucaria geographica (L.) F.H. Wigg., 1780

и др.

## Описание
Слоевище обычно хорошо развито, ареолы и апотеции, собранные вместе, образуют более или менее сплошную бугорчато-ячеистую корочку, иногда слоевище в виде отдельных групп ареол. Размер слоевища от небольших размеров до достаточно крупных, 0,5—10 см в диаметре, иногда больше. Ареолы, как правило, собраны вместе на чёрном подслоевище, 0,3—1,5 мм в диаметре, до 0,7 мм высоты, от плоских и сильно прижатых до выпуклых, обычно разделённые мелкими, многочисленными трещинками. Поверхность ареол более или менее гладкая, зеленовато-жёлтого, зелёного, жёлтого, желтовато-белого цвета. Подслоевище, как правило, хорошо выраженное, заметное между ареолами. Верхний коровый слой тонкий, 25—50 мкм толщины, сердцевинный слой белый, довольно плотный. Апотеции лецидеинового типа, многочисленные, чёрные, 0,3—2 мм в диаметре, 0,3—0,7 мм высоты, округлые до угловатых, располагаются на подслоевище, окружены со всех сторон ареолами. Диск апотециев плоский или слегка выпуклый, голый, часто с тонким краем. Эпитеций красно-коричневый или коричневый, 8—10 мкм высоты. Гимениальный слой 160—200 мкм высоты, бесцветный. Гипотеций 100—300 мкм высоты, неотчётливый, коричневатый, буровато-коричневый. Эксципул тонкий, коровые клетки эксципула коричневого или буровато-коричневого цвета. Парафизы членистые, ветвящиеся, 2—3 мкм толщины, на концах с расширенными апикальными клетками булавовидной формы.
Изидии и соредии отсутствуют. Сумки булавовидные, 110—160×30—40 мкм, содержат по 8 спор. Споры коричневые, многоклеточные, 20—40×10—22 мкм с многими перегородками, светлые в молодом возрасте, затем темнеющие.
Пикнидии погружённые, чёрные, бородавковидные, выступают чёрным устьицем. Пикноконидии цилиндрические, прямые, очень редко согнутые, 7—9×1 мкм.
Фотобионт Trebouxia.
Радиальный прирост лишайника всегда меньше 1 мм в год, а в высокоарктических условиях он составляет лишь 0,25—0,5 мм в год.
Является хозяином для лихенофильного гриба Muellerella pygmaea.
Очень полиморфный вид.

### Химический состав
Присутствуют вторичные метаболиты: ризокарповая, норстиктовая, проромовая, гирофоровая, стиктовая, иногда псоромовая и барбатовая кислоты.

## Среда обитания и распространение
На силикатных горных породах, в открытых хорошо прогреваемых местах.
Широко распространённый вид. Распространён в Европе, Азии, Северной и Южной Америке, Африке, Австралии Новой Зеландии, Антарктике.

## Охранный статус
В России вид занесён в Красную книгу Тверской области.